# PlayStation VR

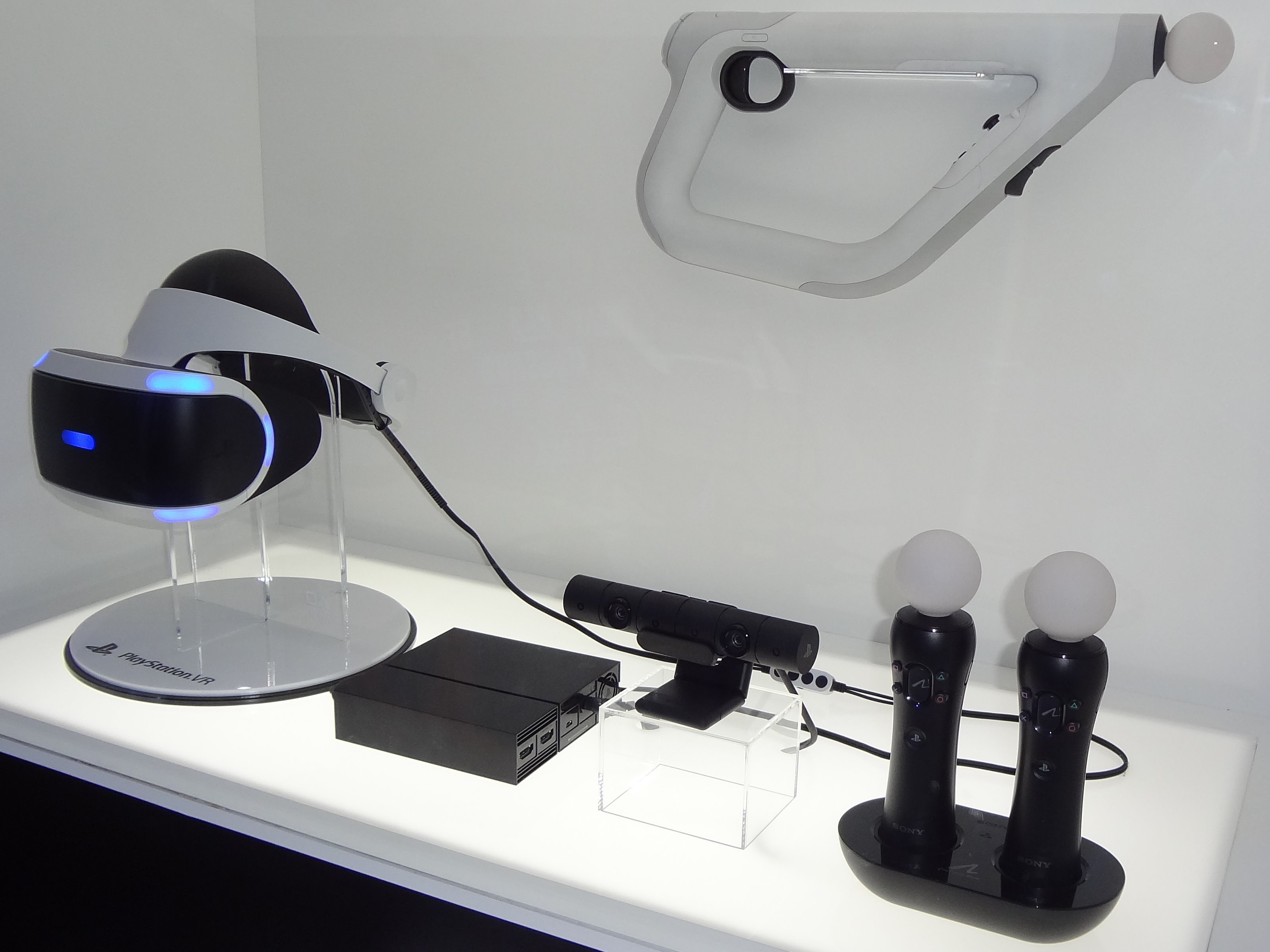
Sistema de PlayStation VR amb alguns dels dispositius compatibles amb les lents

PlayStation VR, anteriorment conegut com a Project Morpheus durant el seu desenvolupament, és un visor de realitat virtual desenvolupat per Sony Interactive Entertainment i manufacturat per Sony, programat per sortir a la venda el 13 d'octubre del 2016.
Está dissenyat per ser funcional amb la plataforma de sobretaula PlayStation 4. En alguns videojocs i demo per a aquest sistema de realitat virtual, el jugador que porti el visor pot jugar independentment mentre altres juguen sense. El sistema de PlayStation VR pot donar sortida a una imatge pel visor i per una televisió alhora. La imatge projectada a la televisió pot ser la mateixa imatge que està veient el jugador amb el visor o una imatge separada del joc competitiu o cooperatiu. PlayStation VR funciona amb el controlador estàndard DualShock 4 o els controls PlayStation Move.
PlayStation VR té un panel OLED de 5,7 polzades, amb una resolució de matriu de subpíxels RGB de 1080p, o 960 x 1080 x RGB per cada ull. El visor també té una caixa de processador que permet la sortida de video a la televisió, així com processar els efectes de so 3D. A més d'un connector per a auricular de 3,5mm, també té 9 LEDs de posició a la seva superficie per la PlayStation Camera amb la finalitat de poder rastrejar el moviment 360 graus del cap. La PlayStation VR es connecta a la plataforma PlayStation 4 a través d'HDMI o USB.

## Història
L'interès de Sony per la tecnologia de realitat virtual es remunta als anys 90. La seva primera unitat comercial, Glasstron, va sortir a la venda al 1997. Una aplicació d'aquesta tecnologia va ser el joc MechWarrior 2, que permetia als usuaris de Glasstron o Virtual I/O's iGlasses adoptar una perspectiva visual des de l'interior de la cabina de la nau.
Al 2014, l'enginyer d'investigació i desenvolupament de Sony Computer Entertainment, Anton Mikhailov, va dir que el seu equip havia estat treballant en el Project Morpheus durant més de tres anys. Aquest sistema va ser anunciat per primer cop aquest mateix any a la Game Developers Conference. El president de Sony Computer Entertainment Worldwide Studio, Shuhei Yoshida, va introduir el dispositiu el 18 de març de 2014 i va comentar que el Project Morpheus era la pròxima innovació de PlayStation que donaria forma al futur dels videojocs.
El 15 de setembre de 2015 es va anunciar que el nom Project Morpheus es va canviar per PlayStation VR. El 8 d'octubre del mateix any Sony va comprar SoftKinetic, un start-up de tecnologia centrada en el reconeixement de gestos a diferents nivells de profunditat, entre altres aspectes relacionats amb la realitat virtual.
Finalment, PlayStation VR va sortir a la venda el mes d'octubre de l'any 2016 per 399 euros, i al desembre de 2019, s'havien venut cinc milions d'unitats.

## Hardware
El prototip reveltat en la Game Developers Conference tenia un OLED de 1920 x 1080 píxels (que proporciona 960 x 1080 píxels de resolució a cada ull) amb una matriu de subpíxels RGB, i es capaç de mostrar contingut a 120 fps. Incorpora un camp de visió de 100 graus, 6DOF per al seguiment del cap, 3D estereoscopi i una sortida de vídeo sense deformar a un televisor, ja sigui perquè altres puguin veure el que l'usuari amb el visor veu o per poder jugar contra aquest amb un DualShock4 estàndard.
A setembre de 2015 es va revelar que el visor tindria tres modes de renderitzat per a desenvolupadors a elegir entre: nativa de 90 HZ, nativa de 120 HZ i n mode en el mode de joc a 60 Hz que es mostraria a 120 Hz utilitzant la tècnica de interpolació de moviment anomenat reprojecció asíncrona.
A l'octubre del 2017, es va duu a terme una revisió del hardware original (concretament el model CUH-ZVR2) amb algunes millores estètiques. En particular, el que diferencia aquest model amb l'anterior es que el nou integra el cables dels auriculars al mateix casc, que fa que el seu ús sigui més còmode.
En 2019 es va anunciar la compatibilitat amb PlayStation 5.

## Característiques

### Jugabilitar cooperativa
PlayStation VR pot renderitzar dues pantalles diferents simultàniament: una per al sistema VR i d'altre completament diferent per a la televisió. L'objectiu, indican des de Sony, és evitar que VR esdevingui una plataforma per a experiències en solitari.

### Mode cinemàtic
Tots els videojocs estàndard de PlayStation 4 es poden reproduir en un "mode cinemàtic" que simula una pantalla de cinc metres en un espai virtual. Els usuaris també poden veure fotografies i vídeos en 360 graus que siguin capturats per mitjà de càmeres omnidireccionals. Altres característiques com el Share Play and Live de PlayStation també són compatibles amb el visor.